# Championnats de France de cross-country

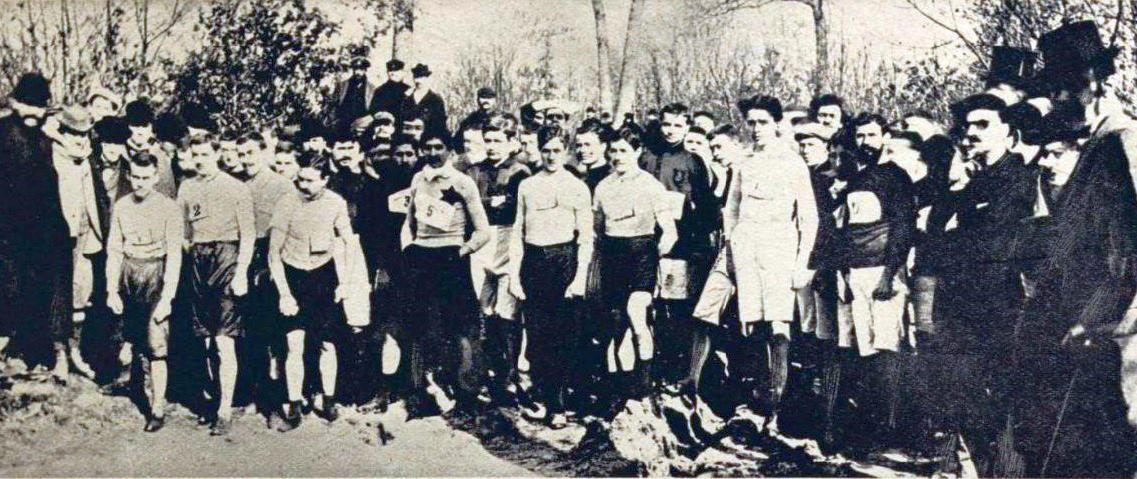
Départ du championnat de France de cross-country de 1896 à Ville-d'Avray (et sur l'hippodrome de La Courneuve), vainqueur Michel Soalhat (aussi par équipe, avec le RCF, 2e A. Lermusiaux, 3e F. Bourdier).

Les Championnats de France de cross-country sont la compétition de cross-country annuelle désignant le champion de France homme et femme pour les différentes catégories. Les cross long et court sont les épreuves pour la catégorie senior.

## Éditions
| Année | Ville                                                                                                   |
| ----- | --- |
| 1889  | Bellevue - Chaville - Ville d'Avray (Hauts-de-Seine)                                                    |
| 1890  | Bellevue - Chaville - Ville d'Avray (Hauts-de-Seine)                                                    |
| 1891  | Ville-d'Avray (Hauts-de-Seine)                                                                          |
| 1892  | Garches (Hauts-de-Seine)                                                                                |
| 1893  | Parc de Saint-Cloud (Hauts-de-Seine)                                                                    |
| 1894  | Chaville (Hauts-de-Seine)                                                                               |
| 1895  | Ville-d'Avray (Hauts-de-Seine)                                                                          |
| 1896  | Ville-d'Avray (Hauts-de-Seine)                                                                          |
| 1897  | Ville-d'Avray (Hauts-de-Seine)                                                                          |
| 1898  | Ville-d'Avray (Hauts-de-Seine)                                                                          |
| 1899  | Ville-d'Avray (Hauts-de-Seine)                                                                          |
| 1900  | Ville-d'Avray (Hauts-de-Seine)                                                                          |
| 1901  | Parc de Saint-Cloud (Hauts-de-Seine)                                                                    |
| 1902  | Parc de Saint-Cloud (Hauts-de-Seine)                                                                    |
| 1903  | Parc de Saint-Cloud (Hauts-de-Seine)                                                                    |
| 1904  | Parc de Saint-Cloud (Hauts-de-Seine)                                                                    |
| 1905  | (Hippodrome de la Marche), Vaucresson (Hauts-de-Seine)                                                  |
| 1906  | Meudon (Hauts-de-Seine)                                                                                 |
| 1907  | Meudon (Hauts-de-Seine)                                                                                 |
| 1908  | Colombes (Hauts-de-Seine)                                                                               |
| 1909  | Amiens (Picardie)                                                                                       |
| 1910  | Marseille (Bouches-du-Rhône)                                                                            |
| 1911  | Hippodrome de la Marche , Vaucresson Hauts-de-Seine                                                     |
| 1912  | Le Mans (Sarthe)                                                                                        |
| 1913  | Langon (Gironde)                                                                                        |
| 1914  | Juvisy-sur-Orge (Essonne)                                                                               |
| 1918  | Meudon (Hauts-de-Seine) · Parc de Saint-Cloud (Hauts-de-Seine)                                          |
| 1919  | Parc de Saint-Cloud (Hauts-de-Seine) et                                                                 |
| 1920  | Antony (Hauts-de-Seine) · Bry-sur-Marne (Val-de-Marne)                                                  |
| 1921  | Pershing, Paris · La Courneuve (Seine-Saint-Denis)                                                      |
| 1922  | Chaville (Hauts-de-Seine) · La Courneuve (Seine-Saint-Denis)                                            |
| 1923  | Parc de Saint-Cloud (Hauts-de-Seine) · La Courneuve (Seine-Saint-Denis)                                 |
| 1924  | Hippodrome de Maisons-Laffitte, Maisons-Laffitte (Yvelines) · Parc de Saint-Cloud (Hauts-de-Seine)      |
| 1925  | Hippodrome de Maisons-Laffitte, Maisons-Laffitte (Yvelines) · Parc de Saint-Cloud (Hauts-de-Seine)      |
| 1926  | Hippodrome de Maisons-Laffitte, Maisons-Laffitte (Yvelines) · Meudon (Hauts-de-Seine)                   |
| 1927  | Hippodrome de Maisons-Laffitte, Maisons-Laffitte (Yvelines) · Parc de Saint-Cloud (Hauts-de-Seine)      |
| 1928  | Hippodrome de Vincennes (Paris) · Parc de Saint-Cloud (Hauts-de-Seine)                                  |
| 1929  | Hippodrome de Maisons-Laffitte, Maisons-Laffitte (Yvelines) · Parc de Saint-Cloud (Hauts-de-Seine)      |
| 1930  | Hippodrome de Maisons-Laffitte, Maisons-Laffitte (Yvelines) · Pershing, Paris                           |
| 1931  | Hippodrome de Maisons-Laffitte, Maisons-Laffitte (Yvelines) · Ville d'Avray (Hauts-de-Seine)            |
| 1932  | Hippodrome de Maisons-Laffitte, Maisons-Laffitte (Yvelines) · Ville d'Avray (Hauts-de-Seine)            |
| 1933  | Hippodrome de Maisons-Laffitte, Maisons-Laffitte (Yvelines) · Ville d'Avray (Hauts-de-Seine)            |
| 1934  | Hippodrome d'Enghien (Val-d'Oise) · Ville d'Avray (Hauts-de-Seine)                                      |
| 1935  | Hippodrome de Maisons-Laffitte, Maisons-Laffitte (Yvelines) · Ville d'Avray (Hauts-de-Seine)            |
| 1936  | Champ de courses du Tremblay, Champigny-sur-Marne (Val-de-Marne) · Parc de Saint-Cloud (Hauts-de-Seine) |
| 1937  | Parc de Saint-Cloud (Hauts-de-Seine) · Hippodrome d'Enghien-les-Bains (Val-d'Oise)                      |
| 1938  | Joinville (Val-de-Marne) · Marcq-en-Barœul (Nord)                                                       |
| 1939  | Hippodrome de Maisons-Laffitte, Maisons-Laffitte (Yvelines)                                             |
| 1940  | Chartres (Eure-et-Loir) · Croix-Catelan (Paris)                                                         |
| 1941  | Zone occupée : Hippodrome de Vincennes (Paris) et · Zone libre : Hippodrome du Grand Camp, Lyon (Rhône) |
| 1942  | Hippodrome de Vincennes (Paris)                                                                         |
| 1943  | Hippodrome de Vincennes (Paris)                                                                         |
| 1944  | Hippodrome de Vincennes (Paris)                                                                         |
| 1945  | Hippodrome de Saint-Cloud (Hauts-de-Seine)                                                              |
| 1946  | Hippodrome de Saint-Cloud (Hauts-de-Seine)                                                              |
| 1947  | Limoges-Feytiat (Haute-Vienne)                                                                          |
| 1948  | Hippodrome de Saint-Cloud (Hauts-de-Seine)                                                              |
| 1949  | Hippodrome de Saint-Cloud (Hauts-de-Seine)                                                              |
| 1950  | Hippodrome de Saint-Cloud (Hauts-de-Seine)                                                              |
| 1951  | Hippodrome de Vincennes (Paris)                                                                         |
| 1952  | Hippodrome de Vincennes (Paris)                                                                         |
| 1953  | Hippodrome de Vincennes (Paris)                                                                         |
| 1954  | Hippodrome de Vincennes (Paris)                                                                         |
| 1955  | Hippodrome de la Prairie, Caen (Calvados)                                                               |
| 1956  | Hippodrome du Petit Port, Nantes (Loire-Atlantique)                                                     |
| 1957  | Hippodrome du Croisé-Laroche, Marcq-en-Barœul (Nord)                                                    |
| 1958  | Hippodrome du Tremblay, Champigny-sur-Marne (Val-de-Marne)                                              |
| 1959  | Hippodrome du Tremblay, Champigny-sur-Marne (Val-de-Marne)                                              |
| 1960  | Aix-les-Bains (Savoie)                                                                                  |
| 1961  | Hippodrome du Tremblay, Champigny-sur-Marne (Val-de-Marne)                                              |
| 1962  | Hippodrome du Tremblay, Champigny-sur-Marne (Val-de-Marne)                                              |
| 1963  | Champ de courses du Tremblay, Champigny-sur-Marne (Val-de-Marne)                                        |
| 1964  | Champ de courses du Tremblay, Champigny-sur-Marne (Val-de-Marne) · Montluçon (Allier)                   |
| 1965  | Champ de courses du Tremblay, Champigny-sur-Marne (Val-de-Marne) · Aix en Provence (Bouches-du-Rhône)   |
| 1966  | Champ de courses du Tremblay, Champigny-sur-Marne (Val-de-Marne) · Chartres (Eure-et-Loir)              |
| 1967  | Montgeron (Essonne) · Orange - Saint Eutrope d'Orange (Vaucluse)                                        |
| 1968  | Montgeron (Essonne) · Pontivy (Morbihan)                                                                |
| 1969  | Montgeron (Essonne) · Argentan (Orne)                                                                   |
| 1970  | Vichy (Allier) · Hippodrome d'Éventard, Angers (Maine-et-Loire)                                         |
| 1971  | Montgeron (Essonne) · Aire-sur-l'Adour (Landes)                                                         |
| 1972  | Vittel (Vosges)                                                                                         |
| 1973  | Angers (Maine-et-Loire)                                                                                 |
| 1974  | Le Touquet (Pas-de-Calais)                                                                              |
| 1975  | Chartres (Eure-et-Loir)                                                                                 |
| 1976  | Mézidon-Canon (Calvados)                                                                                |
| 1977  | Fontainebleau (Seine-et-Marne)                                                                          |
| 1978  | Le Touquet (Pas-de-Calais)                                                                              |
| 1979  | Aix-les-Bains (Savoie)                                                                                  |
| 1980  | Vichy (Allier)                                                                                          |
| 1981  | La Grande-Motte (Hérault)                                                                               |
| 1982  | Nancy (Meurthe-et-Moselle)                                                                              |
| 1983  | Chartres (Eure-et-Loir)                                                                                 |
| 1984  | Le Touquet (Pas-de-Calais)                                                                              |
| 1985  | Créteil (Val-de-Marne)                                                                                  |
| 1986  | Angers (Maine-et-Loire)                                                                                 |
| 1987  | Rennes (Ille-et-Vilaine)                                                                                |
| 1988  | Salon de Provence (Bouches-du-Rhône)                                                                    |
| 1989  | Coudekerque (Nord)                                                                                      |
| 1990  | Aix-les-Bains (Savoie)                                                                                  |
| 1991  | Laval (Mayenne)                                                                                         |
| 1992  | Brumath (Bas-Rhin)                                                                                      |
| 1993  | Marignane (Bouches-du-Rhône)                                                                            |
| 1994  | Vittel (Vosges)                                                                                         |
| 1995  | Castres (Tarn)                                                                                          |
| 1996  | Carhaix-Plouguer (Finistère)                                                                            |
| 1997  | La Courneuve (Seine-Saint-Denis)                                                                        |
| 1998  | Chartres (Eure-et-Loir)                                                                                 |
| 1999  | Hippodrome du Petit Port, Nantes (Loire-Atlantique)                                                     |
| 2000  | Carhaix-Plouguer (Finistère)                                                                            |
| 2001  | Grande-Synthe (Nord)                                                                                    |
| 2002  | Gujan Mestras (Gironde)                                                                                 |
| 2003  | Salon de Provence (Bouches-du-Rhône)                                                                    |
| 2004  | Saint Quentin en Yvelines (Yvelines)                                                                    |
| 2005  | Roullet-Saint-Estèphe (Charente)                                                                        |
| 2006  | Challans (Vendée)                                                                                       |
| 2007  | Vichy (Allier)                                                                                          |
| 2008  | Laval (Mayenne)                                                                                         |
| 2009  | Aix-les-Bains (Savoie)                                                                                  |
| 2010  | La Roche-sur-Yon (Vendée)                                                                               |
| 2011  | Paray-le-Monial (Saône-et-Loire)                                                                        |
| 2012  | La Roche-sur-Yon (Vendée)                                                                               |
| 2013  | Lignières (Cher)                                                                                        |
| 2014  | Le Pontet (Vaucluse)                                                                                    |
| 2015  | Les Mureaux (Yvelines)                                                                                  |
| 2016  | Le Mans (Sarthe)                                                                                        |
| 2017  | Saint-Galmier (Loire)                                                                                   |
| 2018  | Plouay (Morbihan)                                                                                       |
| 2019  | Vittel (Vosges)                                                                                         |
| 2020  | Annulée en raison de la pandémie de Covid-19                                                            |
| 2021  | Montauban (Tarn-et-Garonne)                                                                             |
| 2022  | Les Mureaux (Yvelines)                                                                                  |
| 2023  | Carhaix-Plouguer (Finistère)                                                                            |
| 2024  | Cap'Découverte (Tarn)                                                                                   |
| 2025  | Challans (Vendée)                                                                                       |

## Palmarès

### Hommes

#### Cross long
| Année | 1er                                                  | 2e                                                   | 3e                                                   |
| ----- | ---------------------------------------------------- | ---------------------------------------------------- | ---------------------------------------------------- |
| 1889  | Mat Bersin                                           | P. Bellone                                           | G. Lesueur                                           |
| 1890  | Frantz Reichel                                       | Maurice Dezaux                                       | P. Baudin                                            |
| 1891  | Frantz Reichel                                       | Emile Cornetet                                       | Maurice Dezaux                                       |
| 1892  | Armand Petit                                         | Fernand Meiers                                       | Louis Lucien Faure-Dujarric                          |
| 1893  | Albert Chauvelot                                     | De Rocquigny                                         | Fernand Meiers                                       |
| 1894  | Félix Bourdier                                       | Cheruy                                               | Jean Chastanié                                       |
| 1895  | Albin Lermusiaux                                     | L. Turlot                                            | Michel Soalhat                                       |
| 1896  | Michel Soalhat                                       | Albin Lermusiaux                                     | Félix Bourdier                                       |
| 1897  | Michel Soalhat                                       | Jean-Joseph Genet                                    | Graeve                                               |
| 1898  | Georges Touquet-Daunis                               | Eugène Pican                                         | Hennetin                                             |
| 1899  | Georges Touquet-Daunis                               | Albert Champoudry                                    | V. Marlins                                           |
| 1900  | Albert Champoudry                                    | Henri Deloge                                         | Charles Aubry                                        |
| 1901  | Gaston Ragueneau                                     | Henri Deloge                                         | Edmond Filiatre                                      |
| 1902  | Gaston Ragueneau                                     | Henri Prevot                                         | Louis Bonniot de Fleurac                             |
| 1903  | Gaston Ragueneau                                     | Louis Bonniot                                        | Eugène Gautier                                       |
| 1904  | Gaston Ragueneau                                     | Jacques Versel                                       | Louis Bouchard                                       |
| 1905  | Gaston Ragueneau                                     | Louis Bouchard                                       | Victor Millerot                                      |
| 1906  | Gaston Ragueneau                                     | Louis Bouchard                                       | Georges Cousin                                       |
| 1907  | Gaston Ragueneau                                     | Jean Bouin                                           | Edgard Ballon                                        |
| 1908  | Alexandre Fayollat                                   | Gaston Ragueneau                                     | R. Staath                                            |
| 1909  | Jean Bouin                                           | Jacques Versel                                       | Paul Lizandier                                       |
| 1910  | Jean Bouin                                           | Edgard Ballon                                        | Louis Pauteix                                        |
| 1911  | Jean Bouin                                           | Edgard Ballon                                        | Paul Lizandier                                       |
| 1912  | Jean Bouin                                           | Paul Lizandier                                       | Gustave Lauvaux                                      |
| 1913  | Allemamen Arbidi                                     | Ali Ben Allel                                        | Pierre Lalaimode                                     |
| 1914  | Alfred Bonvicini                                     | L. Pouzette                                          | Charles Denis                                        |
| 1918  | Pierre Lalaimode                                     | Henri Daliere                                        | Marcel Courbaton                                     |
| 1919  | Jean Vermeulen                                       | Louis Bouchard                                       | André Pozzi                                          |
| 1920  | Joseph Guillemot                                     | René Vignaud                                         | Louis Corlet                                         |
| 1921  | Louis Corlet                                         | Lucien Duquesne                                      | René Vignaud                                         |
| 1922  | Joseph Guillemot                                     | Lucien Duquesne                                      | Louis Corlet                                         |
| 1923  | Alim Amar Arbidi                                     | Gaston Heuet                                         | Emile Gaudé                                          |
| 1924  | Ernest Bedel                                         | Emile Gaudé                                          | Maurice Norland                                      |
| 1925  | Lucien Dolquès                                       | Robert Marchal                                       | Joseph Guillemot                                     |
| 1926  | Joseph Guillemot                                     | Robert Marchal                                       | Ernest Bedel                                         |
| 1927  | Seghir Beddari                                       | Henri Gallet                                         | Georges Leclerc                                      |
| 1928  | Roger Pelé                                           | Georges Leclerc                                      | Georges Boué                                         |
| 1929  | Seghir Beddari                                       | Georges Boué                                         | Roger Rérolle                                        |
| 1930  | Roger Rérolle                                        | Georges Boué                                         | Pierre Louchard                                      |
| 1931  | Roger Rérolle                                        | Louis Auvray                                         | Henri Lahitte                                        |
| 1932  | Georges Leclerc                                      | Henri Lahitte                                        | Roger Vigneron                                       |
| 1933  | Roger Rérolle                                        | Paul Lallemend                                       | Henri Lahitte                                        |
| 1934  | Roger Rérolle                                        | Roger Rochard                                        | Robert Arnold                                        |
| 1935  | André Angeard                                        | Charles Poharec                                      | Fernand Le Heurteur                                  |
| 1936  | Ben Kassen Bouali                                    | Maurice Baudouin                                     | Joseph Guiomar                                       |
| 1937  | Mohamed Ben Larbi                                    | André Lonlas                                         | André Sicard                                         |
| 1938  | Jean Lalanne                                         | André Sicard                                         | Jean Wattiau                                         |
| 1939  | Jean Lalanne                                         | Gaston Letisserand                                   | Mohamed El Ghazi                                     |
| 1940  | Émile Manaire                                        | Jean Wattiau                                         | Gouzy                                                |
| 1941  | Jean Lalanne                                         | Salem Amrouche                                       | Raymond Morlet                                       |
| 1942  | Jean Lalanne                                         | Maurice Baudouin                                     | Ernest Braillon                                      |
| 1943  | Jean Lalanne                                         | René Leygues                                         | Étienne Papouin                                      |
| 1944  | Raphaël Pujazon                                      | Jean Gallet                                          | Jean Lalanne                                         |
| 1945  | Raphaël Pujazon                                      | Ernest Petitjean                                     | Jean Capelle                                         |
| 1946  | Raphaël Pujazon                                      | Paul Messner                                         | Edmond Capel                                         |
| 1947  | Raphaël Pujazon                                      | Paul Messner                                         | Mohamed Lahoucine                                    |
| 1948  | Raphaël Pujazon                                      | Mohamed Lahoucine                                    | Charles Cerou                                        |
| 1949  | Raphaël Pujazon                                      | Jacques Vernier                                      | Alain Mimoun                                         |
| 1950  | Alain Mimoun                                         | Hamza Moha                                           | Charles Cerou                                        |
| 1951  | Alain Mimoun                                         | Mohamed Lahoucine                                    | Lionel Billas                                        |
| 1952  | Alain Mimoun                                         | Ali Ou Bassou                                        | Julien Soucours                                      |
| 1953  | Lamine Ould Abdallah                                 | Pierre Prat                                          | Ahmed Abd El Krim                                    |
| 1954  | Alain Mimoun                                         | Pierre Prat                                          | Boualem Labadi                                       |
| 1955  | Mohamed Ben Saïd                                     | Bakir Ben Aïssa                                      | Lahcen Ben Allal                                     |
| 1956  | Alain Mimoun                                         | Amar Khallouf                                        | Hamida Addeche                                       |
| 1957  | Bakir Ben Aïssa                                      | Maurice Chiclet                                      | Salah Beddiaf                                        |
| 1958  | Michel Bernard                                       | Alain Mimoun                                         | Hamoud Ameur                                         |
| 1959  | Alain Mimoun                                         | Salah Beddiaf                                        | Jean Vaillant                                        |
| 1960  | Michel Bernard                                       | Hamoud Ameur                                         | Salah Beddiaf                                        |
| 1961  | Michel Bernard                                       | Hamida Addeche                                       | Robert Bogey                                         |
| 1962  | Michel Jazy                                          | Robert Bogey                                         | Jean Vaillant                                        |
| 1963  | Roger Bogey                                          | Hamoud Ameur                                         | Yves Martinage                                       |
| 1964  | Jean Fayolle                                         | Guy Texereau                                         | Yves Martinage                                       |
| 1965  | Michel Jazy                                          | Jean Fayolle                                         | Bernard Maroquin                                     |
| 1966  | Michel Jazy                                          | Guy Texereau                                         | Jean Fayolle                                         |
| 1967  | Noël Tijou                                           | Guy Texereau                                         | Gilbert Gauthier                                     |
| 1968  | Jean Wadoux                                          | Guy Texereau                                         | Bernard Maroquin                                     |
| 1969  | Noël Tijou                                           | René Jourdan                                         | Henri Lepape                                         |
| 1970  | Noël Tijou                                           | René Jourdan                                         | Lucien Rault                                         |
| 1971  | Noël Tijou                                           | Lucien Rault                                         | Antoine Borowski                                     |
| 1972  | Jean Wadoux                                          | Noël Tijou                                           | Lucien Rault                                         |
| 1973  | Noël Tijou                                           | Pierre Liardet                                       | René Jourdan                                         |
| 1974  | Lucien Rault                                         | Noël Tijou                                           | Jean-Jacques Boiroux                                 |
| 1975  | Noël Tijou                                           | Pierre Liardet                                       | Jean Conrath                                         |
| 1976  | Jacques Boxberger                                    | Jean-Paul Gomez                                      | Pierre Levisse                                       |
| 1977  | Noël Tijou                                           | Jean-Luc Paugam                                      | Pierre Levisse                                       |
| 1978  | Dominique Coux                                       | Jean-Luc Paugam                                      | Pierre Levisse                                       |
| 1979  | Pierre Levisse                                       | Jean-Luc Paugam                                      | Radhouane Bouster                                    |
| 1980  | Dominique Coux                                       | Thierry Watrice                                      | Alexandre Gonzalez                                   |
| 1981  | Alexandre Gonzalez                                   | Francis Gonzalez                                     | Pierre Levisse                                       |
| 1982  | Thierry Watrice                                      | Pierre Levisse                                       | Jacques Boxberger                                    |
| 1983  | Jacques Boxberger                                    | Pierre Levisse                                       | Christian Geffray                                    |
| 1984  | Pierre Levisse                                       | Thierry Watrice                                      | Dominique Chauvelier                                 |
| 1985  | Pierre Levisse                                       | Paul Arpin                                           | Jean-Louis Prianon                                   |
| 1986  | Pierre Levisse                                       | Thierry Watrice                                      | Paul Arpin                                           |
| 1987  | Paul Arpin                                           | Thierry Pantel                                       | Pierre Levisse                                       |
| 1988  | Paul Arpin                                           | Joël Lucas                                           | Cyril Laventure                                      |
| 1989  | Paul Arpin                                           | Pierre Levisse                                       | Bruno Levant                                         |
| 1990  | Thierry Pantel                                       | Paul Arpin                                           | Bertrand Itsweire                                    |
| 1991  | Bruno Le Stum                                        | Pierre Levisse                                       | Tony Martins                                         |
| 1992  | Antonio Rapisarda                                    | Bruno Le Stum                                        | Tony Martins                                         |
| 1993  | Abdellah Behar                                       | Tony Martins                                         | Mustapha Essaïd                                      |
| 1994  | Mustapha Essaïd                                      | Bertrand Fréchard                                    | Bruno Le Stum                                        |
| 1995  | Bertrand Fréchard                                    | Thierry Pantel                                       | Mustapha Essaid                                      |
| 1996  | Mustapha Essaïd                                      | Bruno Le Stum                                        | Yann Millon                                          |
| 1997  | Abdellah Behar                                       | Mohamed Ezzher                                       | Jean-Pierre Lautredoux                               |
| 1998  | Driss El Himer                                       | Abdellah Behar                                       | Benoît Zwierzchlewski                                |
| 1999  | Driss El Himer                                       | Mustapha Essaïd                                      | Abdellah Béhar                                       |
| 2000  | Abdellah Béhar                                       | El Hassan Lahssini                                   | Mohamed Ezzher                                       |
| 2001  | Driss El Himer                                       | Mustapha El Ahmadi                                   | Mickaël Thomas                                       |
| 2002  | Mustapha Essaïd                                      | El Hassan Lahssini                                   | Khalid Zoubaa                                        |
| 2003  | Driss El Himer                                       | Ismail Sghyr                                         | Abdellah Béhar                                       |
| 2004  | El Hassan Lahssini                                   | Khalid Zoubaa                                        | Augusto Gomes                                        |
| 2005  | Driss El Himer                                       | Bouabdellah Tahri                                    | Abdellah Béhar                                       |
| 2006  | Khalid Zoubaa                                        | James Theuri                                         | Mustapha El Ahmadi                                   |
| 2007  | Driss El Himer                                       | Simon Munyutu                                        | James Theuri                                         |
| 2008  | Mokhtar Benhari                                      | Cédric Pelissier                                     | Larbi Zéroual                                        |
| 2009  | Driss El Himer                                       | Ahmed Ezzobayry                                      | Bouabdellah Tahri                                    |
| 2010  | Driss El Himer                                       | Abdellatif Meftah                                    | Hassan Hirt                                          |
| 2011  | Morhad Amdouni                                       | Hassan Chahdi                                        | Hassan Hirt                                          |
| 2012  | Benjamin Malaty                                      | Mohamed-khaled Belabbas                              | Denis Mayaud                                         |
| 2013  | Yassine Mandour                                      | Mohamed-khaled Belabbas                              | Benjamin Malaty                                      |
| 2014  | El Hassane Ben Khainouch                             | Abdellatif Meftah                                    | James Theuri                                         |
| 2015  | Hassan Chahdi                                        | Abdellatif Meftah                                    | El Hassane Ben Khainouch                             |
| 2016  | Hassan Chahdi                                        | Vincent Luis                                         | Morhad Amdouni                                       |
| 2017  | Hassan Chahdi                                        | Michael Gras                                         | Emmanuel Roudolff-Levisse                            |
| 2018  | Morhad Amdouni                                       | Hassan Hirt                                          | Yoann Kowal                                          |
| 2019  | Emmanuel Roudolff-Levisse                            | Michael Gras                                         | Jimmy Gressier                                       |
| 2020  | édition annulée en raison de la pandémie de Covid-19 | édition annulée en raison de la pandémie de Covid-19 | édition annulée en raison de la pandémie de Covid-19 |
| 2021  | Yann Schrub                                          | Félix Bour                                           | Mehdi Frère                                          |
| 2022  | Morhad Amdouni                                       | Bastien Augusto                                      | Michael Gras                                         |
| 2023  | Jimmy Gressier                                       | Markus Görger                                        | Fabien Palcau                                        |
| 2024  | Michael Gras                                         | Mehdi Frère                                          | Emmanuel Roudolff-Levisse                            |
| 2025  | Félix Bour                                           | Fabien Palcau                                        | Etienne Daguinos                                     |

| Rang | Nation                 | Or | Argent | Bronze | Total |
| ---- | ---------------------- | -- | ------ | ------ | ----- |
| 1    | Driss El Himer         | 8  | 0      | 0      | 8     |
| 2    | Noël Tijou             | 7  | 2      | 0      | 9     |
| 3    | Gaston Ragueneau       | 7  | 1      | 0      | 8     |
| 4    | Alain Mimoun           | 6  | 1      | 1      | 8     |
| 5    | Raphaël Pujazon        | 6  | 0      | 0      | 6     |
| 6    | Jean Lalanne           | 5  | 0      | 1      | 6     |
| 7    | Pierre Levisse         | 4  | 4      | 5      | 13    |
| 8    | Jean Bouin             | 4  | 1      | 0      | 5     |
| 9    | Roger Rérolle          | 4  | 0      | 1      | 5     |
| 10   | Paul Arpin             | 3  | 2      | 1      | 6     |
| 11   | Abdellah Behar         | 3  | 1      | 3      | 7     |
| 12   | Mustapha Essaïd        | 3  | 1      | 2      | 6     |
| 13   | Hassan Chahdi          | 3  | 1      | 0      | 4     |
| 14   | Morhad Amdouni         | 3  | 0      | 1      | 4     |
| 14   | Joseph Guillemot       | 3  | 0      | 1      | 4     |
| 16   | Michel Bernard         | 3  | 0      | 0      | 3     |
| 16   | Michel Jazy            | 3  | 0      | 0      | 3     |
| 18   | Michel Soalhat         | 2  | 0      | 1      | 3     |
| 18   | Jacques Boxberger      | 2  | 0      | 1      | 3     |
| 20   | Dominique Coux         | 2  | 0      | 0      | 2     |
| 20   | Jean Wadoux            | 2  | 0      | 0      | 2     |
| 20   | Seghir Beddari         | 2  | 0      | 0      | 2     |
| 20   | Georges Touquet-Daunis | 2  | 0      | 0      | 2     |
| 20   | Frantz Reichel         | 2  | 0      | 0      | 2     |

#### Cross court
| Année | 1er                                                  | 2e                                                   | 3e                                                   |
| ----- | ---------------------------------------------------- | ---------------------------------------------------- | ---------------------------------------------------- |
| 1998  | Driss Maazouzi                                       | Éric Dubus                                           | Saïd Chebili                                         |
| 1999  | Driss Maazouzi                                       | Fabrice Belot                                        | Stéphane Desaulty                                    |
| 2000  | Driss Maazouzi                                       | Cédric Andres                                        | Samir Benfarès                                       |
| 2001  | Lyes Ramoul                                          | Badre Din Zioini                                     | Samir Benfarès                                       |
| 2002  | Driss Maazouzi                                       | Fouad Chouki                                         | Stéphane Desaulty                                    |
| 2003  | Rachid Chekhemani                                    | Alexis Abraham                                       | Irba Lakhal                                          |
| 2004  | Alexis Abraham                                       | Benoît Nicolas                                       | Mokhtar Benhari                                      |
| 2005  | Mokhtar Benhari                                      | Gaël Pencreach                                       | Rachid Chekhemani                                    |
| 2006  | Moussa Barkaoui                                      | Sébastien Cosson                                     | Badre Dine Zioni                                     |
| 2007  | Mohamed-Khaled Belabbas                              | Abderazak Zbairi                                     | Laurent Caranton                                     |
| 2008  | Driss Maazouzi                                       | Abdelhakim Zilali                                    | Mustapha Essaïd                                      |
| 2009  | Yoann Kowal                                          | Frédéric Denis                                       | Florian Carvalho                                     |
| 2010  | Nouredine Smaïl                                      | Olivier Galon                                        | Florian Carvalho                                     |
| 2011  | Nouredine Smaïl                                      | Mehdi Akaouch                                        | Matthieu Le Stum                                     |
| 2012  | Nouredine Smaïl                                      | Romain Collenot-Spriet                               | Tanguy Pépiot                                        |
| 2013  | Romain Collenot-Spriet                               | Yohan Durand                                         | Ahmat Abdou-Daoud                                    |
| 2014  | Florian Carvalho                                     | Valentin Pépiot                                      | David Vuste                                          |
| 2015  | Benjamin Choquert                                    | Romain Collenot-Spriet                               | Alexandre Saddedine                                  |
| 2016  | Bryan Cantero                                        | Djilali Bedrani                                      | James Theuri                                         |
| 2017  | Mohamed Amine El Bouajaji                            | Félix Bour                                           | Romain Collenot-Spriet                               |
| 2018  | Djilali Bedrani                                      | Quentin Mercuri                                      | Yani Khelaf                                          |
| 2019  | Djilali Bedrani                                      | Alexis Miellet                                       | Yann Schrub                                          |
| 2020  | édition annulée en raison de la pandémie de Covid-19 | édition annulée en raison de la pandémie de Covid-19 | édition annulée en raison de la pandémie de Covid-19 |
| 2021  | Jimmy Gressier                                       | Alexis Miellet                                       | Donovan Christien                                    |
| 2022  | Alexis Miellet                                       | Yani Khelaf                                          | Gatien Airiau                                        |
| 2023  | Azeddine Habz                                        | Djilali Bedrani                                      | Bastien Augusto                                      |
| 2024  | Nicolas-Marie Daru                                   | Etienne Daguinos                                     | Antoine Senard                                       |
| 2025  | Antoine Senard                                       | Luc Le Baron                                         | Djilali Bedrani                                      |

| Rang | Nation                 | Or | Argent | Bronze | Total |
| ---- | ---------------------- | -- | ------ | ------ | ----- |
| 1    | Driss Maazouzi         | 5  | 0      | 0      | 5     |
| 2    | Nouredine Smaïl        | 3  | 0      | 0      | 3     |
| 3    | Djilali Bedrani        | 2  | 2      | 1      | 5     |
| 4    | Romain Collenot-Spriet | 1  | 2      | 1      | 4     |
| 5    | Alexis Miellet         | 1  | 2      | 0      | 3     |
| 6    | Alexis Abraham         | 1  | 1      | 0      | 2     |
| 7    | Mokhtar Benhari        | 1  | 0      | 1      | 2     |
| -    | Antoine Senard         | 1  | 0      | 1      | 2     |

### Femmes

#### Cross long
| Année | 1re                                                  | 2e                                                   | 3e                                                   |
| ----- | ---------------------------------------------------- | ---------------------------------------------------- | ---------------------------------------------------- |
| 1918  | Odette de Tinguy                                     | Lucienne Laudre                                      | Lucie Cadiès                                         |
| 1919  | Lucie Cadiès                                         | Lucienne Laudre                                      | Lucienne Tourbier                                    |
| 1920  | Lucie Bréard                                         | Lucie Cadiès                                         | Suzanne Leborgne                                     |
| 1921  | Lucie Bréard                                         | Eugénie Farvacque                                    | Lucie Cadiès                                         |
| 1922  | Marcelle Neveu                                       | G. Dupont                                            | Suzanne Leborgne                                     |
| 1923  | Marcelle Neveu                                       | Madeleine Dupont                                     | Thérèse Juge                                         |
| 1924  | Marcelle Neveu                                       | Madeleine Dupont                                     | Yvonne Duchemin                                      |
| 1925  | Suzanne Thuault                                      | Clémence Mullebrouck                                 | Renée Trente-Ganault                                 |
| 1926  | Suzanne Thuault                                      | Ellena                                               | Marcelle Neveu                                       |
| 1927  | Ginette Jolly                                        | Renée Trente-Ganault                                 | S. Portes                                            |
| 1928  | Sébastienne Guyot                                    | Renée Trente-Ganault                                 | Vaussanvin                                           |
| 1929  | Renée Trente-Ganault                                 | Sébastienne Guyot                                    | Ginette Genilloud                                    |
| 1930  | Lucienne Tostain                                     | Sébastienne Guyot                                    | Guillard                                             |
| 1931  | Suzanne Lenoir                                       | Madeleine Massonneau                                 | Marguerite Battu                                     |
| 1932  | Renée Hedouin                                        | Madeleine Massonneau                                 | Renée Trente-Ganault                                 |
| 1933  | Renée Amaridon                                       | Brun                                                 | Suzanne Lenoir                                       |
| 1934  | Suzanne Lenoir                                       | Renée Amaridon                                       | Birolini                                             |
| 1935  | Suzanne Lenoir                                       | Ruth Paysant                                         | Antoinette Morange                                   |
| 1936  | Ruth Christmas-Paysant                               | Suzanne Lenoir                                       | Germaine Vincent                                     |
| 1937  | Suzanne Lenoir                                       | Renée Trente-Ganault                                 | Lydie Longrais                                       |
| 1938  | Lily Loth                                            | Jacqueline Gruner                                    | Elisabeth Lemonnier                                  |
| 1939  | Hélène Devèze-Fize                                   | Madeleine Brun                                       | Elisabeth Lemonnier                                  |
| 1940  | Raymonde Turpin                                      | Andrée Klein                                         | Renée Trente-Ganault                                 |
| 1941  | Renée Trente-Ganault                                 | Andrée Klein                                         | Jacqueline Dufour                                    |
| 1942  | Renée Trente-Ganault                                 | Broville                                             | Mimi Raimbault                                       |
| 1943  | Paulette Delépine                                    | Jacqueline Dufour                                    | Hazebrouck                                           |
| 1944  | Paulette Delépine                                    | Renée Trente-Ganault                                 | Suzanne Jacquet                                      |
| 1945  | Hélène Devèze-Fize                                   | Suzanne Jacquet                                      | Jacqueline Dufour                                    |
| 1946  | Paulette Delépine                                    | Simone Legoupil                                      | Roy                                                  |
| 1947  | Emilienne Jossaud                                    | Monique Renout                                       | Fayard                                               |
| 1948  | Simone Legoupil                                      | Emilienne Jossaud                                    | Letard                                               |
| 1949  | Clémentine Branchard                                 | Monique Renout                                       | Francine Voisin                                      |
| 1950  | Monique Caron-Renoult                                | Henzelin                                             | Josiane Fournier                                     |
| 1951  | Josiane Fournier                                     | Odile Monguillon                                     | M.A. Simon                                           |
| 1952  | Monique Caron-Renoult                                | A. Mandon                                            | Lucette Desport                                      |
| 1953  | Monique Caron-Renoult                                | Nicole Gouilleux                                     | Simone Racoussot                                     |
| 1954  | Simone Cathiard                                      | Odile Monguillon                                     | A. Mandon                                            |
| 1955  | Simone Racoussot                                     | Colette Cizeau                                       | Odile Monguillon                                     |
| 1956  | Nicole Goullieux                                     | Simone Cathiard                                      | Lucette Desport                                      |
| 1957  | Alcette Leysenne                                     | Lucette Desport                                      | Josette Oddou                                        |
| 1958  | Lucette Desport ép. Tholon                           | Josette Oddou                                        | Barbari                                              |
| 1959  | Nicole Goullieux                                     | Barbari                                              | Lydie Yvonnet ép. Courpotin                          |
| 1960  | Nicole Goullieux                                     | Josette Oddou                                        | Lydie Courpotin                                      |
| 1961  | Nicole Goullieux                                     | Lydie Courpotin                                      | Josette Oddou                                        |
| 1962  | Lydie Courpotin                                      | Nicole Goullieux                                     | Mutel                                                |
| 1963  | Nicole Goullieux                                     | Yvonne Hérisson                                      | Josette Blanchard née Oddou                          |
| 1964  | Yvonne Hérisson                                      | Nicole Goullieux                                     | Lydie Courpotin                                      |
| 1965  | Yvonne Hérisson                                      | Lydie Yvonnet                                        | Eliane Rieuf                                         |
| 1966  | Yvonne Hérisson                                      | Eliane Rieuf                                         | Eliane Camacaris                                     |
| 1967  | Yvonne Hérisson                                      | Yolande Touron-Roche                                 | Eliane Camacaris                                     |
| 1968  | Yvonne Hérisson                                      | Eliane Camacaris                                     | Eliane Rieuf                                         |
| 1969  | Eliane Camacaris                                     | Yvonne Hérisson                                      | Claudette Brouard                                    |
| 1970  | Claudette Brouard                                    | Nicole Chassagneux ép. Auliac                        | Catherine Michaud-Bultez                             |
| 1971  | Colette Besson                                       | Yvonne Hérisson                                      | Monique Baulu ép. Authier                            |
| 1972  | Marie-José Phyllis                                   | Nicole Auliac                                        | Colette Besson                                       |
| 1973  | Joëlle Audibert                                      | Yolande Touron-Roche                                 | Blanche Meliarenne                                   |
| 1974  | Joëlle Audibert                                      | Anne-Marie Saugnac                                   | Catherine Michaud-Bultez                             |
| 1975  | Joëlle Debrouwer                                     | Joëlle Audibert                                      | Catherine Michaud-Bultez                             |
| 1976  | Joëlle Debrouwer                                     | Chantal Navarro                                      | Christine Iceaga                                     |
| 1977  | Joëlle Debrouwer                                     | Chantal Navarro                                      | Viviane Gorau                                        |
| 1978  | Joëlle Debrouwer                                     | Joëlle Audibert                                      | Chantal Navarro                                      |
| 1979  | Joëlle Debrouwer                                     | Christine Iceaga                                     | Chantal Navarro                                      |
| 1980  | Martine Bouchonneau                                  | Jacqueline Lefeuvre                                  | Sylvie Bornet                                        |
| 1981  | Joëlle Debrouwer                                     | Martine Bouchonneau                                  | Patricia Deneuville                                  |
| 1982  | Jacqueline Lefeuvre                                  | Patricia Deneuville                                  | Isabelle Matthys                                     |
| 1983  | Joëlle Debrouwer                                     | Patricia Deneuville                                  | Jacqueline Lefeuvre                                  |
| 1984  | Joëlle Debrouwer                                     | Jacqueline Lefeuvre                                  | Maria Lelut                                          |
| 1985  | Annette Sergent                                      | Maria Lelut                                          | Jacqueline Lefeuvre                                  |
| 1986  | Annette Sergent                                      | Martine Fays                                         | Anne Viallix                                         |
| 1987  | Annette Sergent                                      | Martine Fays                                         | Maria Lelut                                          |
| 1988  | Annette Sergent                                      | Rosario Murcia-Gangloff                              | Marie-Pierre Duros                                   |
| 1989  | Annette Sergent                                      | Maria Lelut                                          | Marie-Pierre Duros                                   |
| 1990  | Farida Fatès                                         | Odile Ohier                                          | Annette Sergent                                      |
| 1991  | Marie-Pierre Duros                                   | Farida Fates                                         | Odile Ohier                                          |
| 1992  | Annette Sergent                                      | Zohra Graziani-Koullou                               | Marie-Pierre Duros                                   |
| 1993  | Odile Ohier                                          | Farida Fates                                         | Annette Sergent                                      |
| 1994  | Maria Rebelo                                         | Odile Ohier                                          | Farida Fates                                         |
| 1995  | Annette Sergent                                      | Blandine Bitzner                                     | Rosario Murcia-Gangloff                              |
| 1996  | Farida Fatès                                         | Odile Ohier                                          | Annette Sergent                                      |
| 1997  | Farida Fatès                                         | Laurence Vivier                                      | Laurence Duquenoy                                    |
| 1998  | Blandine Bitzner                                     | Chantal Dallenbach                                   | Zahia Dahmani                                        |
| 1999  | Blandine Bitzner                                     | Chantal Dallenbach                                   | Fatima Yvelain                                       |
| 2000  | Rkiya Maraoui-Quétier                                | Fatima Yvelain                                       | Fatima Hajjami                                       |
| 2001  | Rkiya Maraoui-Quétier                                | Zahia Dahmani                                        | Chantal Dallenbach                                   |
| 2002  | Rodica Daniela Moroianu                              | Fatima Yvelain                                       | Carmen Oliveras                                      |
| 2003  | Laurence Duquenoy                                    | Margaret Maury                                       | Nathalie Chabran                                     |
| 2004  | Margaret Maury                                       | Fatima Yvelain                                       | Zahia Dahmani                                        |
| 2005  | Maria Martins                                        | Rodica Daniela Moroianu                              | Fatima Yvelain                                       |
| 2006  | Julie Coulaud                                        | Hanan Farhoun                                        | Zahia Dahmani                                        |
| 2007  | Christelle Daunay                                    | Julie Coulaud                                        | Carmen Oliveras                                      |
| 2008  | Saadia Bourgailh-Haddioui                            | Christine Bardelle                                   | Christelle Daunay                                    |
| 2009  | Christelle Daunay                                    | Élodie Olivares                                      | Fatiha Klilech-Fauvel                                |
| 2010  | Fatima Yvelain                                       | Christine Bardelle                                   | Sandra Levenez                                       |
| 2011  | Christelle Daunay                                    | Christine Bardelle                                   | Sophie Duarte                                        |
| 2012  | Laurane Picoche                                      | Christine Bardelle                                   | Sophie Duarte                                        |
| 2013  | Clémence Calvin                                      | Christelle Daunay                                    | Sophie Duarte                                        |
| 2014  | Laila Traby                                          | Sophie Duarte                                        | Christelle Daunay                                    |
| 2015  | Sophie Duarte                                        | Aurore Guérin                                        | Karine Pasquier                                      |
| 2016  | Clémence Calvin                                      | Jacqueline Gandar                                    | Sophie Duarte                                        |
| 2017  | Christelle Daunay                                    | Sophie Duarte                                        | Claire Perraux                                       |
| 2018  | Sophie Duarte                                        | Léonie Périault                                      | Clémence Calvin                                      |
| 2019  | Liv Westphal                                         | Mathilde Sénéchal                                    | Marie Bouchard                                       |
| 2020  | édition annulée en raison de la pandémie de Covid-19 | édition annulée en raison de la pandémie de Covid-19 | édition annulée en raison de la pandémie de Covid-19 |
| 2021  | Manon Trapp                                          | Mekdes Woldu                                         | Leila Hadji                                          |
| 2022  | Manon Trapp                                          | Marie Bouchard                                       | Méline Rollin                                        |
| 2023  | Manon Trapp                                          | Cécile Jarousseau                                    | Blandine L'Hirondel                                  |
| 2024  | Cécile Jarousseau                                    | Léonie Périault                                      | Laetitia Bleunven                                    |
| 2025  | Léonie Périault                                      | Marie Bouchard                                       | Jeanne Lehair                                        |

| Rang | Nation                | Or | Argent | Bronze | Total |
| ---- | --------------------- | -- | ------ | ------ | ----- |
| 1    | Joëlle Debrouwer      | 8  | 0      | 0      | 8     |
| 2    | Annette Sergent       | 7  | 0      | 3      | 10    |
| 3    | Yvonne Hérisson       | 5  | 3      | 0      | 8     |
| 4    | Nicole Goullieux      | 5  | 2      | 0      | 7     |
| 5    | Christelle Daunay     | 4  | 1      | 2      | 7     |
| 6    | Suzanne Lenoir        | 4  | 1      | 1      | 6     |
| 7    | Renée Trente-Ganault  | 3  | 4      | 2      | 9     |
| 8    | Farida Fatès          | 3  | 2      | 1      | 6     |
| 9    | Marcelle Neveu        | 3  | 0      | 1      | 4     |
| 10   | Paulette Delépine     | 3  | 0      | 0      | 3     |
| 10   | Monique Caron-Renoult | 3  | 0      | 0      | 3     |
| 10   | Manon Trapp           | 3  | 0      | 0      | 3     |
| 13   | Sophie Duarte         | 2  | 2      | 4      | 8     |
| 14   | Joëlle Audibert       | 2  | 2      | 0      | 4     |
| 15   | Blandine Bitzner      | 2  | 1      | 0      | 3     |
| 16   | Clémence Calvin       | 2  | 0      | 1      | 3     |
| 17   | Lucie Bréard          | 2  | 0      | 0      | 2     |
| 17   | Suzanne Thuault       | 2  | 0      | 0      | 2     |
| 17   | Hélène Devèze-Fize    | 2  | 0      | 0      | 2     |
| 17   | Rkiya Maraoui-Quétier | 2  | 0      | 0      | 2     |

#### Cross court
| Année | 1re                                                  | 2e                                                   | 3e                                                   |
| ----- | ---------------------------------------------------- | ---------------------------------------------------- | ---------------------------------------------------- |
| 1998  | Rodica Daniela Nagel                                 | Stéphanie Berthevas                                  | Marie-Christine Dampa                                |
| 1999  | Céline Rajot                                         | Laurence Duquenoy                                    | Marie-Christine Dampa                                |
| 2000  | Yamna Belkacem                                       | Laurence Duquenoy                                    | Marie-Noëlle Jacquet                                 |
| 2001  | Fatima Yvelain                                       | Yamna Belkacem                                       | Bouchra M'Darra-Halafou                              |
| 2002  | Élodie Olivares                                      | Latifa Essarokh                                      | Julie Coulaud                                        |
| 2003  | Élodie Olivares                                      | Christine Bardelle                                   | Bouchra M'Darra-Halafou                              |
| 2004  | Yamna Oubouhou                                       | Élodie Olivares                                      | Julie Coulaud                                        |
| 2005  | Bouchra Ghezielle                                    | Latifa Essarokh                                      | Julie Coulaud                                        |
| 2006  | Élodie Olivares                                      | Yamina Bouchaouante                                  | Carmen Oliveras                                      |
| 2007  | Marie-Noëlle Jacquet                                 | Manuella Benavente                                   | Dalila Idir                                          |
| 2008  | Élodie Mouthon                                       | Claire Navez                                         | Jennifer Lozano                                      |
| 2009  | Marie-Noëlle Jacquet                                 | Jennifer Lozano                                      | Fanjanteino Félix                                    |
| 2010  | Laura Miclo                                          | Jennifer Lozano                                      | Latifa Essarokh                                      |
| 2011  | Claire Navez                                         | Jennifer Lozano                                      | Sophie Gazzola                                       |
| 2012  | Claire Navez                                         | Fanjanteino Felix                                    | Latifa Essarokh                                      |
| 2013  | Claire Perraux                                       | Alice Rocquain                                       | Laura Miclo                                          |
| 2014  | Clémence Calvin                                      | Laura Miclo                                          | Jennifer Lozano                                      |
| 2015  | Claire Perraux                                       | Alice Rocquain                                       | Élodie Normand                                       |
| 2016  | Johanna Geyer-Carles                                 | Aïssé Sow                                            | Claire Perraux                                       |
| 2017  | Élodie Normand                                       | Aïssé Sow                                            | Johanna Geyer-Carles                                 |
| 2018  | Claire Perraux                                       | Johanna Geyer-Carles                                 | Élodie Normand                                       |
| 2019  | Claire Perraux                                       | Johanna Geyer-Carles                                 | Élodie Normand                                       |
| 2020  | édition annulée en raison de la pandémie de Covid-19 | édition annulée en raison de la pandémie de Covid-19 | édition annulée en raison de la pandémie de Covid-19 |
| 2021  | Alexa Lemitre                                        | Alice Mitard                                         | Manon Douteau                                        |
| 2022  | Margaux Sieracki                                     | Alice Mitard                                         | Leila Hadji                                          |
| 2023  | Célia Tabet                                          | Aude Clavier                                         | Alice Mitard                                         |
| 2024  | Margaux Sieracki                                     | Agathe Guillemot                                     | Célia Tabet                                          |
| 2025  | Célia Tabet                                          | Flavie Renouard                                      | Camille Place                                        |

| Rang | Nation               | Or | Argent | Bronze | Total |
| ---- | -------------------- | -- | ------ | ------ | ----- |
| 1    | Claire Perraux Navez | 6  | 1      | 1      | 8     |
| 2    | Élodie Olivares      | 3  | 1      | 0      | 4     |
| 3    | Célia Tabet          | 2  | 0      | 1      | 3     |
| 4    | Marie-Noëlle Jacquet | 2  | 0      | 1      | 3     |
| 5    | Margaux Sieracki     | 2  | 0      | 0      | 2     |
| 6    | Johanna Geyer-Carles | 1  | 2      | 1      | 4     |
| 7    | Laura Miclo          | 1  | 1      | 1      | 3     |
| 8    | Yamna Belkacem       | 1  | 1      | 0      | 2     |
| 9    | Élodie Normand       | 1  | 0      | 3      | 4     |